# Paul van Reynegom de Buzet
Paul Marie Ghislain van Reynegom de Buzet (Schaarbeek, 30 november 1860 - Antwerpen, 15 mei 1941) was een Belgisch politicus voor de Katholieke Partij.

## Levensloop
Baron Reynegom stamde uit een adellijke familie van rijke grondeigenaars, die sinds 1668 over adelbrieven beschikte. Hij was de enige zoon van baron en provincieraadslid Ferdinand van Reynegom de Buzet (Antwerpen, 1828 - Herenthout, 1878) en van Eulalie de Cartier (Elsene, 1839 - Antwerpen, 1911). Hun dochter Adelaïde van Reynegom (1862-1900) trouwde met senator Etienne de Vrière (1857-1936). Paul trouwde in 1888 met barones Gabrielle Osy de Zegwaart (1864-1924), dochter van de Antwerpse gouverneur, Volksvertegenwoordiger en senator Eduard Osy de Zegwaart. Ze kregen vier dochters, die adellijk trouwden.
In 1882 werd hij onbezoldigd wegopziener in het arrondissement Turnhout. In 1892 werd hij provincieraadslid en bleef dit tot in 1908. In 1895 werd hij verkozen tot gemeenteraadslid en onmiddellijk benoemd tot burgemeester van Herenthout. Dit ambt bekleedde hij tot in 1939. Voor de Eerste Wereldoorlog was er slechts één homogeen katholieke kieslijst. In 1921 waren er twee katholieke lijsten, waarvan hij er een aanvoerde en waarmee hij de meerderheid behield. Tijdens die ambtsperiode had hij echter met tegenstand en twisten af te rekenen binnen zijn meerderheid. In 1926 ging hij naar de verkiezingen met een lijst waarop hij de enige kandidaat was. Hij behaalde meer dan de helft van de uitgebrachte stemmen (927 op 1742) en werd toch weer burgemeester. 
In 1932 behield hij de meerderheid met acht zetels tegen twee voor de Vlaams-nationalisten en een christendemocraat. Hij had het regelmatig aan de stok met de VNV-ers Thomas Debacker (volksvertegenwoordiger vanaf 1925) en vooral Arthur Heylen (korte tijd volksvertegenwoordiger in 1936 en vanaf 1926 gemeenteraadslid in Herenthout), die aanzienlijke invloed hadden op de oppositie in de gemeenteraad van Herenthout, wat aan de burgemeester heel wat zorgen berokkende. In 1938 behield hij slechts vier zetels, terwijl er vijf naar de Vlaams-nationalisten gingen en twee naar een katholieke scheurlijst. Dit betekende het einde van het burgemeesterschap voor Van Reynegom.
In 1908 werd hij katholiek senator voor het arrondissement Mechelen-Turnhout en oefende dit mandaat uit tot in 1925. Na 1918 bleef hij nog een tijdlang invloedrijk in de nieuwe standenpartij en bleef tot in 1924 voorzitter van de katholieke kiesvereniging voor het arrondissement Turnhout.
Hij was daarnaast actief in katholieke sociale werken met betrekking tot arbeiderswoonsten, pensioenkassen, ziekenkassen en veeverzekering.